# Batalha de Los Angeles

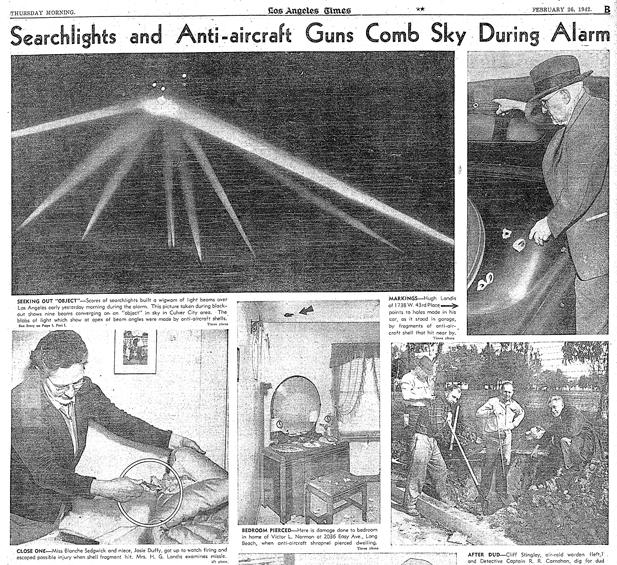
Capa do jornal Los Angeles Times sobre o incidente.

Batalha de Los Angeles, também conhecida como o Grande Ataque Aéreo de Los Angeles, é o nome dado por fontes contemporâneas a um suposto ataque ao continente americano pelo Japão Imperial e à subsequente barragem de artilharia antiaérea ocorrida no final de 24 de fevereiro até o início de 25 de fevereiro de 1942, em Los Angeles, Califórnia. O incidente ocorreu menos de três meses depois que os Estados Unidos entraram na Segunda Guerra Mundial em resposta ao ataque surpresa da Marinha Imperial Japonesa a Pearl Harbor, e um dia após o bombardeio de Ellwood perto de Santa Bárbara em 23 de fevereiro. Inicialmente, o alvo da barragem aérea foi pensado para ser uma força de ataque do Japão, mas falando em uma coletiva de imprensa pouco depois, o secretário da Marinha, Frank Knox, chamou o suposto ataque de "alarme falso". Os jornais da época publicaram uma série de reportagens e especulações de encobrimento.
Ao documentar o incidente em 1949, a Associação de Artilharia Costeira dos Estados Unidos identificou um balão meteorológico lançado às 13h como tendo "iniciado todos os disparos" e concluído que "uma vez que os disparos começaram, a imaginação criou todos os tipos de alvos no céu e todos se juntaram". Em 1983, o Escritório de História da Força Aérea dos Estados Unidos atribuiu o evento a um caso de "nervos de guerra" desencadeado por um balão meteorológico perdido e exacerbado por foguetes perdidos e explosões de bombas adjacentes.

## Contexto
Nos meses que se seguiram ao ataque da Marinha Imperial Japonesa a Pearl Harbor, no Havaí, em 7 de dezembro de 1941, e à entrada dos Estados Unidos na Segunda Guerra Mundial no dia seguinte, a indignação pública e a paranoia se intensificaram em todo o país e especialmente na Costa Oeste, onde os temores de um ataque japonês ou uma invasão do continente foram reconhecidos como possibilidades realistas. Em Juneau, Alasca, os residentes foram instruídos a cobrir suas janelas para um apagão noturno, depois que se espalharam os rumores de que submarinos japoneses estavam espreitando ao longo da costa sudeste do Alasca. Rumores de que um porta-aviões japonês estava navegando ao largo da costa da área da Baía de São Francisco resultaram no fechamento das escolas pela cidade de Oakland e em um blecaute; sirenes de defesa civil montadas em carros de patrulha da polícia da cidade ressoaram pela cidade e o rádio foi silenciado. A cidade de Seattle também impôs um apagão de todos os edifícios e veículos e os proprietários que deixaram as luzes acesas em seus edifícios tiveram seus negócios destruídos por uma multidão de dois mil residentes. Os rumores foram levados tão a sério que 500 soldados do Exército dos Estados Unidos se mudaram para o lote da Walt Disney Studios em Burbank, Califórnia, para defender as famosas instalações de Hollywood e fábricas próximas contra sabotagem inimiga ou ataques aéreos.
Quando os Estados Unidos começaram a se mobilizar para a guerra, canhões antiaéreos foram instalados, bunkers foram construídos e precauções contra ataques aéreos foram aplicadas à população em todo o país. Contribuiu para a paranoia o fato de que muitos navios mercantes estadunidenses terem sido de fato atacados por submarinos japoneses em águas da costa oeste, especialmente da última metade de dezembro de 1941 a fevereiro de 1942: SS Agwiworld (escapou), SS Emidio (afundou), SS Samoa (fugiu), SS Larry Doheny (afundou), SS Dorothy Phillips (danificado), SS HM Storey (escapou, afundou depois), SS Cynthia Olson (afundou), SS Camden (afundou), SS Absaroka (danificado), Coast Trader (afundou), SS Montebello (afundou), SS Barbara Olson (escapou), SS Connecticut (danificado) e SS Idaho (danos menores). Enquanto a histeria continuava a aumentar, em 23 de fevereiro de 1942, às 19h45, durante uma das conversas ao lado da lareira do presidente Franklin D. Roosevelt,  I-17 surgiu perto de Santa Bárbara, Califórnia, e bombardeou o campo de petróleo Ellwood em Goleta. Embora os danos tenham sido mínimos (apenas 500 dólares em danos materiais (equivalente a sete mil dólares  em 2019) e nenhum ferido, o ataque teve um efeito profundo na imaginação do público, pois os residentes da Costa Oeste passaram a acreditar que os japoneses poderiam invadir suas praias a qualquer momento. (Menos de quatro meses depois, as forças japonesas bombardearam o porto holandês em Unalaska, Alasca, e desembarcaram tropas nas ilhas Aleutas de Kiska e Attu).

## Alarmes disparados
Em 24 de fevereiro de 1942, o Office of Naval Intelligence (ONI) emitiu um aviso de que um ataque ao continente da Califórnia poderia ser esperado nas próximas dez horas. Naquela noite, muitos sinalizadores e luzes piscantes foram relatados nas proximidades de fábricas de defesa. Um alerta foi dado às 19h18 e foi levantado às 22h23. Um novo alerta começou na madrugada de 25 de fevereiro. Sirenes de ataque aéreo soaram às 2h25 estou em todo o condado de Los Angeles. Um blecaute total foi ordenado e milhares de guardas antiaéreos foram convocados para suas posições. Às 3h16 da manhã, a 37ª Brigada de Artilharia Costeira começou a disparar metralhadoras .50 e projéteis antiaéreos de cerca de 6 kg no ar na aeronave relatada; mais de 1.400 projéteis foram eventualmente disparados. Os pilotos do 4º Comando Interceptador foram alertados, mas suas aeronaves permaneceram no solo. O fogo de artilharia continuou esporadicamente até às 4h14. A ordem de blecaute foi suspensa às 7h21.
Vários edifícios e veículos foram danificados por fragmentos de bombas e cinco civis morreram como resultado indireto do incêndio antiaéreo: três morreram em acidentes de carro no caos que se seguiu e dois ataques cardíacos atribuídos ao estresse da ação. O incidente foi notícia de primeira página na Costa Oeste e em todo o país.

## Resposta da imprensa
Poucas horas depois do fim do ataque aéreo, o secretário da Marinha, Frank Knox, deu uma entrevista coletiva, dizendo que todo o incidente foi um alarme falso devido à ansiedade e "nervos de guerra". Os comentários de Knox foram seguidos por declarações do Exército no dia seguinte que refletiam a suposição do General George C. Marshall de que o incidente pode ter sido causado por agentes inimigos usando aviões comerciais em uma campanha de guerra psicológica para gerar pânico em massa.
Alguns meios de comunicação contemporâneos suspeitaram de um encobrimento da verdade. Um editorial do Long Beach Independent escreveu: "Há uma reticência misteriosa sobre todo o tema e parece que alguma forma de censura está tentando interromper a discussão sobre o assunto." As especulações eram galopantes quanto à invasão de aviões e suas bases. As teorias incluíam uma base secreta no norte do México, bem como submarinos japoneses estacionados no mar com a capacidade de transportar aviões. Outros especularam que o incidente foi encenado ou exagerado para dar às indústrias de defesa costeira uma desculpa para avançar mais para o interior.
O deputado Leland M. Ford, de Santa Monica, convocou uma investigação do Congresso, dizendo que "nenhuma das explicações até agora oferecidas removeu o episódio da categoria de 'mistificação completa' ... isto foi uma incursão prática ou uma incursão para lançar um assustar dois milhões de pessoas, ou uma invasão de identidade equivocada, ou uma invasão para estabelecer uma base política para tirar as indústrias de guerra do sul da Califórnia."

## Atribuição
Após o fim da guerra em 1945, o governo japonês declarou que não havia voado nenhum avião sobre Los Angeles durante o conflito. Em 1983, o Escritório de História da Força Aérea dos Estados Unidos concluiu que uma análise das evidências aponta para balões meteorológicos como a causa do alarme inicial.
 

## Ufologia
Uma foto publicada no Los Angeles Times em 26 de fevereiro de 1942, foi apresentada nas teorias da conspiração de OVNIs como evidência de uma visitação extraterrestre. Eles afirmam que a foto mostra claramente os holofotes focados em uma nave alienígena; no entanto, a foto foi bastante modificada por retoques de fotos antes da publicação, uma prática rotineira nas artes gráficas da época com o objetivo de melhorar o contraste em fotos em preto e branco. O redator do Times, Larry Harnisch, observou que a foto retocada junto com as manchetes de jornal falsificadas foram apresentadas como verdadeiro material histórico em trailers do filme Battle: Los Angeles de 2011. Harnisch comentou: "Se a campanha publicitária quisesse estabelecer a pesquisa de OVNIs como nada além de mentiras e falsificações, não poderia ter feito um trabalho melhor."

## Comemoração
Todo mês de fevereiro, o Museu do Forte MacArthur, localizado na entrada do porto de Los Angeles, hospeda um evento de entretenimento chamado "The Great LA Air Raid of 1942".